# Більче-Золотецька ділянка № 2
Бі́льче-Золоте́цькі діля́нки — ботанічна пам'ятка природи місцевого значення в Україні.
Розташована за 1,5 км на північний схід від села Більче-Золотого Чортківського району Тернопільської області.
Оголошена об'єктами природно-заповідного фонду рішенням виконкому Тернопільської обласної ради від 14 березня 1977 № 131.
Перебуває у віданні Більче-Золотецької сільської ради.
Площа — по 0,5 га.
Під охороною — ділянка степової гіпсофільної флори, що зростає на виходах гіпсів на поверхню. Місце оселення корисної ентомофауни.